# Capdenac
Pour l’article homonyme, voir Capdenac-Gare.
Capdenac (nom identique en occitan), parfois appelé de façon non officielle Capdenac-le-Haut, est une commune française située dans l'est du département du Lot, en région Occitanie. Elle est dans l'agglomération de Figeac et fait partie de l'aire d'attraction de Figeac. Ses habitants sont appelés les Capdenacois ou Capdenacoises. En 2010, le village a été admis dans l'association « Les Plus Beaux Villages de France ».
Exposée à un climat océanique altéré, elle est drainée par le Lot, le ruisseau de Donazac et par divers autres petits cours d'eau. La commune possède un patrimoine naturel remarquable composé de deux zones naturelles d'intérêt écologique, faunistique et floristique. Elle est également dans le causse de Gramat, le plus vaste et le plus sauvage des quatre causses du Quercy.
Pour des raisons historiques, la commune est intimement liée à la commune de Capdenac-Gare, qui se trouve en contrebas dans le département de l'Aveyron.

## Géographie

### Localisation
Capdenac se situe à 4 km de Figeac sur le Lot, en rive droite et en face de la commune voisine de Capdenac-Gare, qui est dans le département de l'Aveyron.
Capdenac est aussi appelé Capdenac-le-Haut en raison de sa situation dominant d'une centaine de mètres la rivière qui passe en contrebas.

### Communes limitrophes
Les communes limitrophes sont  Asprières, Capdenac-Gare, Causse-et-Diège, Cuzac, Faycelles, Figeac, Lentillac-Saint-Blaise et Lunan.
La commune est limitrophe du département de l'Aveyron.
| Figeac                              | Lunan                   | Lentillac-Saint-Blaise |
| Faycelles                           | Capdenac                | Cuzac                  |
| Causse-et-Diège (Aveyron, sur 60 m) | Capdenac-Gare (Aveyron) | Asprières (Aveyron)    |

### Climat
Pour des articles plus généraux, voir Climat de l'Occitanie et Climat du Lot.
En 2010, le climat de la commune est de type climat méditerranéen altéré, selon une étude s'appuyant sur une série de données couvrant la période 1971-2000. En 2020, Météo-France publie une typologie des climats de la France métropolitaine dans laquelle la commune est dans une zone de transition entre le climat océanique altéré et le climat de montagne ou de marges de montagne et est dans la région climatique Ouest et nord-ouest du Massif Central, caractérisée par une pluviométrie annuelle de 900 à 1 500 mm, maximale en automne et en hiver.
Pour la période 1971-2000, la température annuelle moyenne est de 13 °C, avec une amplitude thermique annuelle de 15,9 °C. Le cumul annuel moyen de précipitations est de 988 mm, avec 11,2 jours de précipitations en janvier et 6,4 jours en juillet. Pour la période 1991-2020, la température moyenne annuelle observée sur la station météorologique la plus proche, située sur la commune de Faycelles à 7 km à vol d'oiseau, est de 13,1 °C et le cumul annuel moyen de précipitations est de 806,2 mm,. Pour l'avenir, les paramètres climatiques de la commune estimés pour 2050 selon différents scénarios d'émission de gaz à effet de serre sont consultables sur un site dédié publié par Météo-France en novembre 2022.

### Milieux naturels et biodiversité
L'inventaire des zones naturelles d'intérêt écologique, faunistique et floristique (ZNIEFF) a pour objectif de réaliser une couverture des zones les plus intéressantes sur le plan écologique, essentiellement dans la perspective d'améliorer la connaissance du patrimoine naturel national et de fournir aux différents décideurs un outil d'aide à la prise en compte de l'environnement dans l'aménagement du territoire.
Une ZNIEFF de type 1 est recensée sur la commune :
le « cours moyen du Lot » (1 543 ha), couvrant 33 communes dont huit dans l'Aveyron et 25 dans le Lot et une ZNIEFF de type 2, : 
la « Moyenne vallée du Lot » (7 893 ha), couvrant 36 communes dont huit dans l'Aveyron et 28 dans le Lot.

Carte des ZNIEFF de type 1 et 2 à Capdenac.
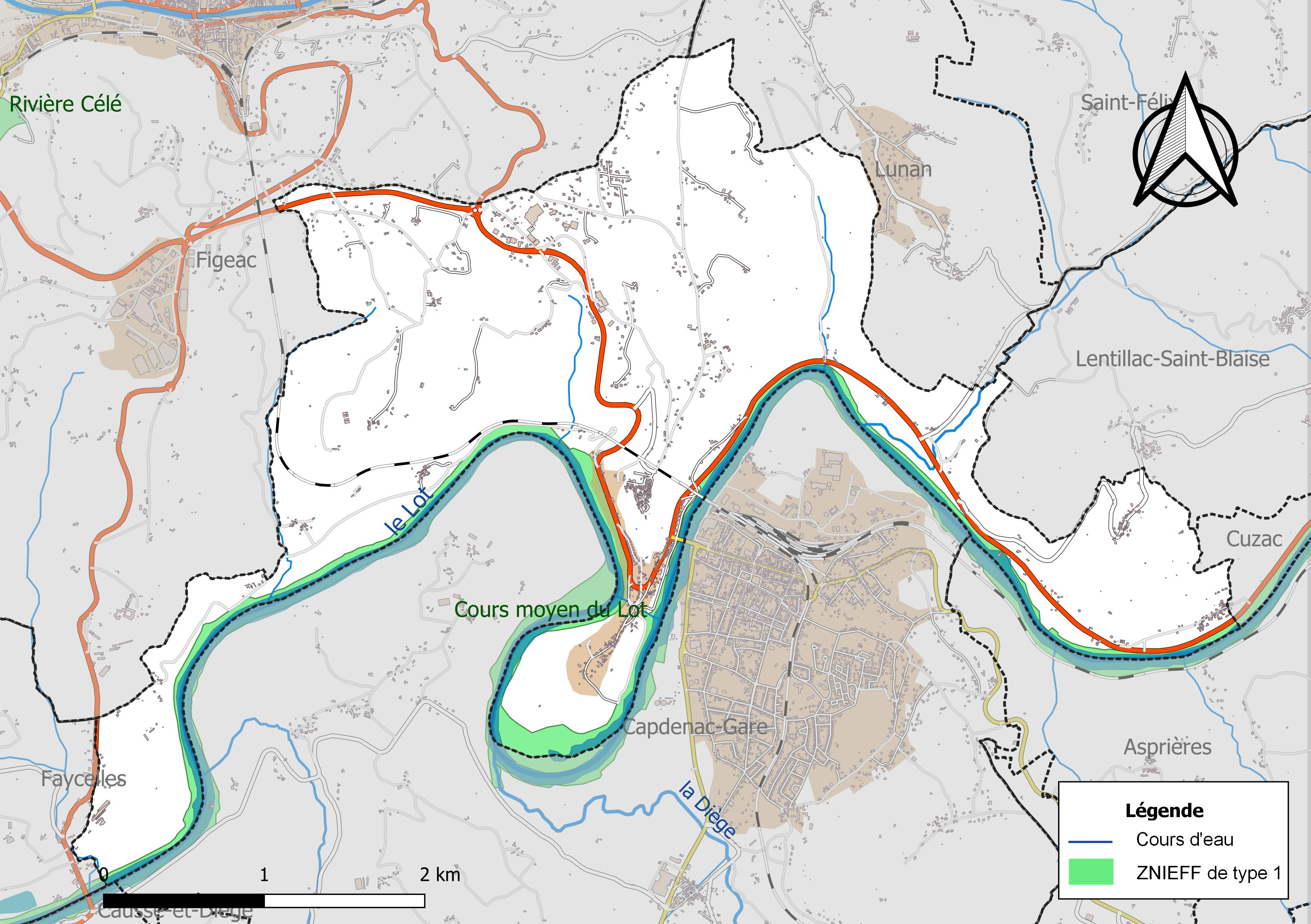
Carte de la ZNIEFF de type 1 sur la commune.
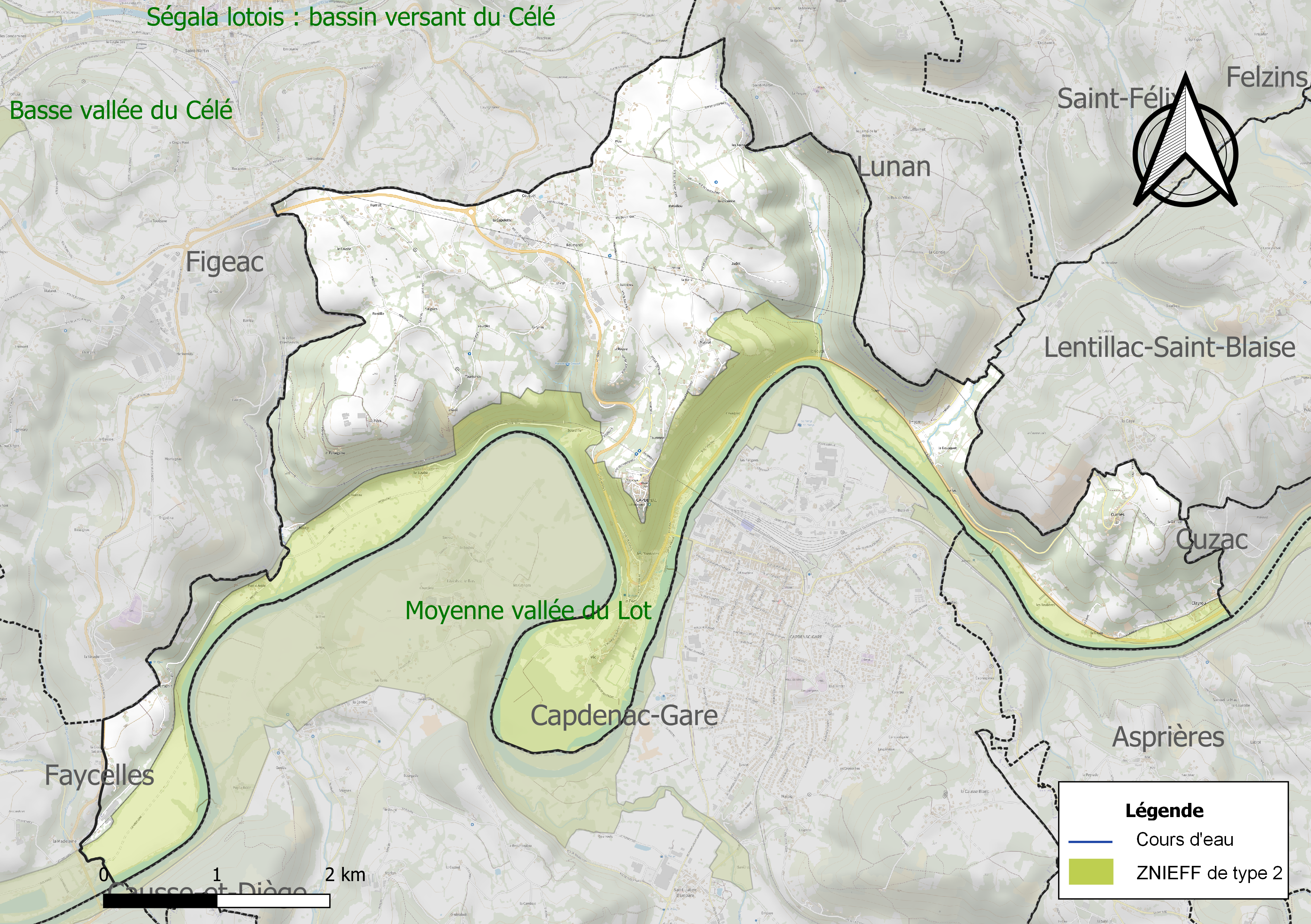
Carte de la ZNIEFF de type 2 sur la commune.

## Urbanisme

### Typologie
Au 1er janvier 2024, Capdenac est catégorisée commune rurale à habitat dispersé, selon la nouvelle grille communale de densité à sept niveaux définie par l'Insee en 2022.
Elle appartient à l'unité urbaine de Figeac, une agglomération intra-départementale regroupant six  communes, dont elle est une commune de la banlieue,,. Par ailleurs la commune fait partie de l'aire d'attraction de Figeac, dont elle est une commune de la couronne,. Cette aire, qui regroupe 59 communes, est catégorisée dans les aires de moins de 50 000 habitants,.

### Occupation des sols

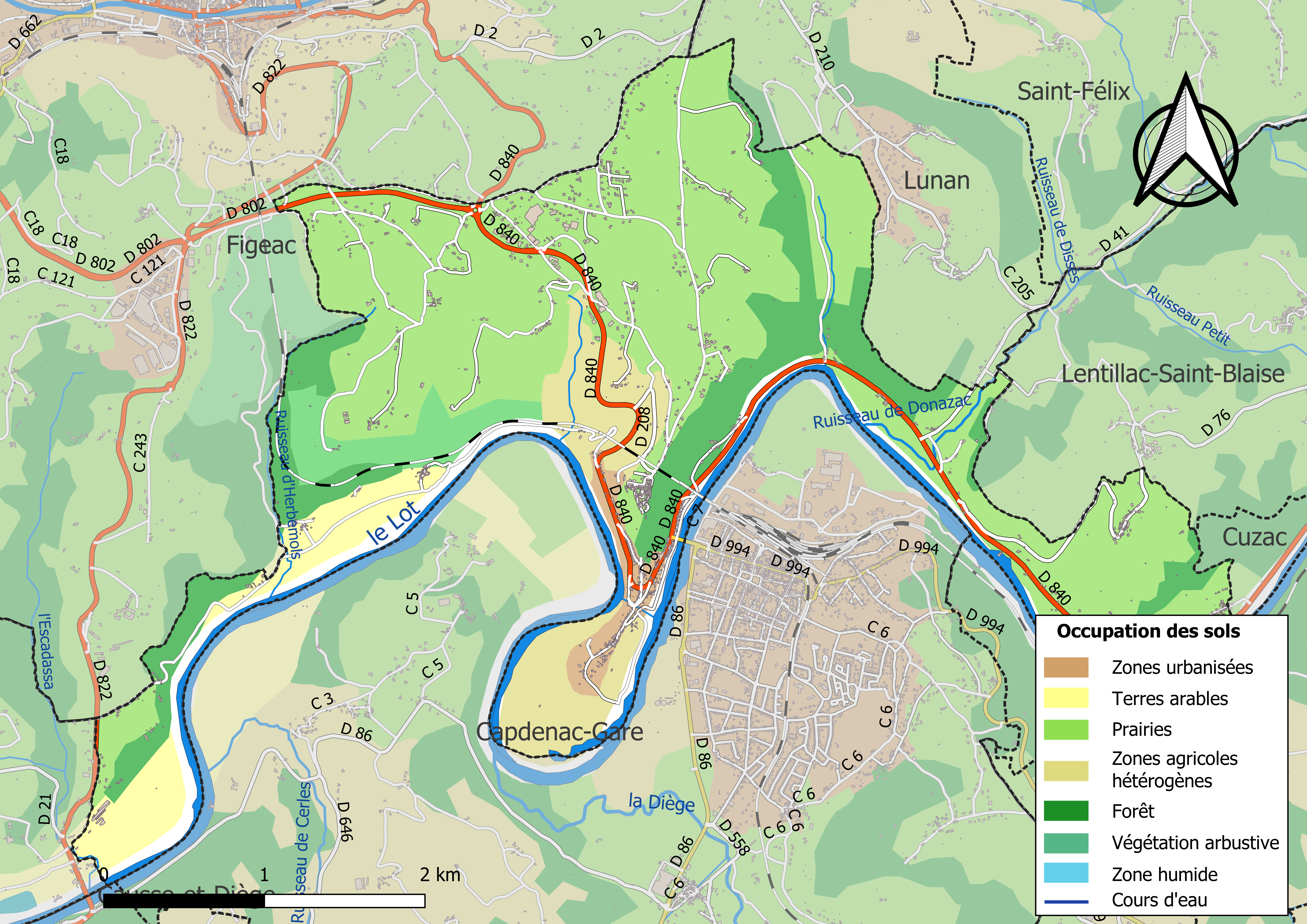
Carte des infrastructures et de l'occupation des sols de la commune en 2018 (CLC).

L'occupation des sols de la commune, telle qu'elle ressort de la base de données européenne d’occupation biophysique des sols Corine Land Cover (CLC), est marquée par l'importance des territoires agricoles (67 % en 2018), en diminution par rapport à 1990 (74,1 %). La répartition détaillée en 2018 est la suivante : 
prairies (52,1 %), forêts (14,4 %), zones agricoles hétérogènes (9,1 %), eaux continentales (9,1 %), zones urbanisées (5,9 %), terres arables (5,8 %), milieux à végétation arbustive et/ou herbacée (3,7 %). L'évolution de l’occupation des sols de la commune et de ses infrastructures peut être observée sur les différentes représentations cartographiques du territoire : la carte de Cassini (XVIIIe siècle), la carte d'état-major (1820-1866) et les cartes ou photos aériennes de l'IGN pour la période actuelle (1950 à aujourd'hui).

### Risques majeurs
Le territoire de la commune de Capdenac est vulnérable à différents aléas naturels : météorologiques (tempête, orage, neige, grand froid, canicule ou sécheresse), inondations, feux de forêts, mouvements de terrains et séisme (sismicité très faible). Il est également exposé à deux risques technologiques, le transport de matières dangereuses et la rupture d'un barrage, et à deux risques particuliers : le risque minier et. Un site publié par le BRGM permet d'évaluer simplement et rapidement les risques d'un bien localisé soit par son adresse soit par le numéro de sa parcelle.

#### Risques naturels
Certaines parties du territoire communal sont susceptibles d'être affectées par le risque d'inondation par débordement de cours d'eau, notamment le Lot. La cartographie des zones inondables en ex-Midi-Pyrénées réalisée dans le cadre du XIe Contrat de plan État-région, visant à informer les citoyens et les décideurs sur le risque d'inondation, est accessible sur le site de la DREAL Occitanie. La commune a été reconnue en état de catastrophe naturelle au titre des dommages causés par les inondations et coulées de boue survenues en 1982, 1999, 2003 et 2021,.
Capdenac est exposée au risque de feu de forêt. Un plan départemental de protection des forêts contre les incendies a été approuvé par arrêté préfectoral le 30 novembre 2015 pour la période 2015-2025. Les propriétaires doivent ainsi couper les broussailles, les arbustes et les branches basses sur une profondeur de 50 mètres, aux abords des constructions, chantiers, travaux et installations de toute nature, situées à moins de 200 mètres de terrains en nature
de bois, forêts, plantations, reboisements, landes ou friches. Le brûlage des déchets issus de l'entretien des parcs et jardins des ménages et des collectivités est interdit. L'écobuage est également interdit, ainsi que les feux de type méchouis et barbecues, à l'exception de ceux prévus dans des installations fixes (non situées sous couvert d'arbres) constituant une dépendance d'habitation.

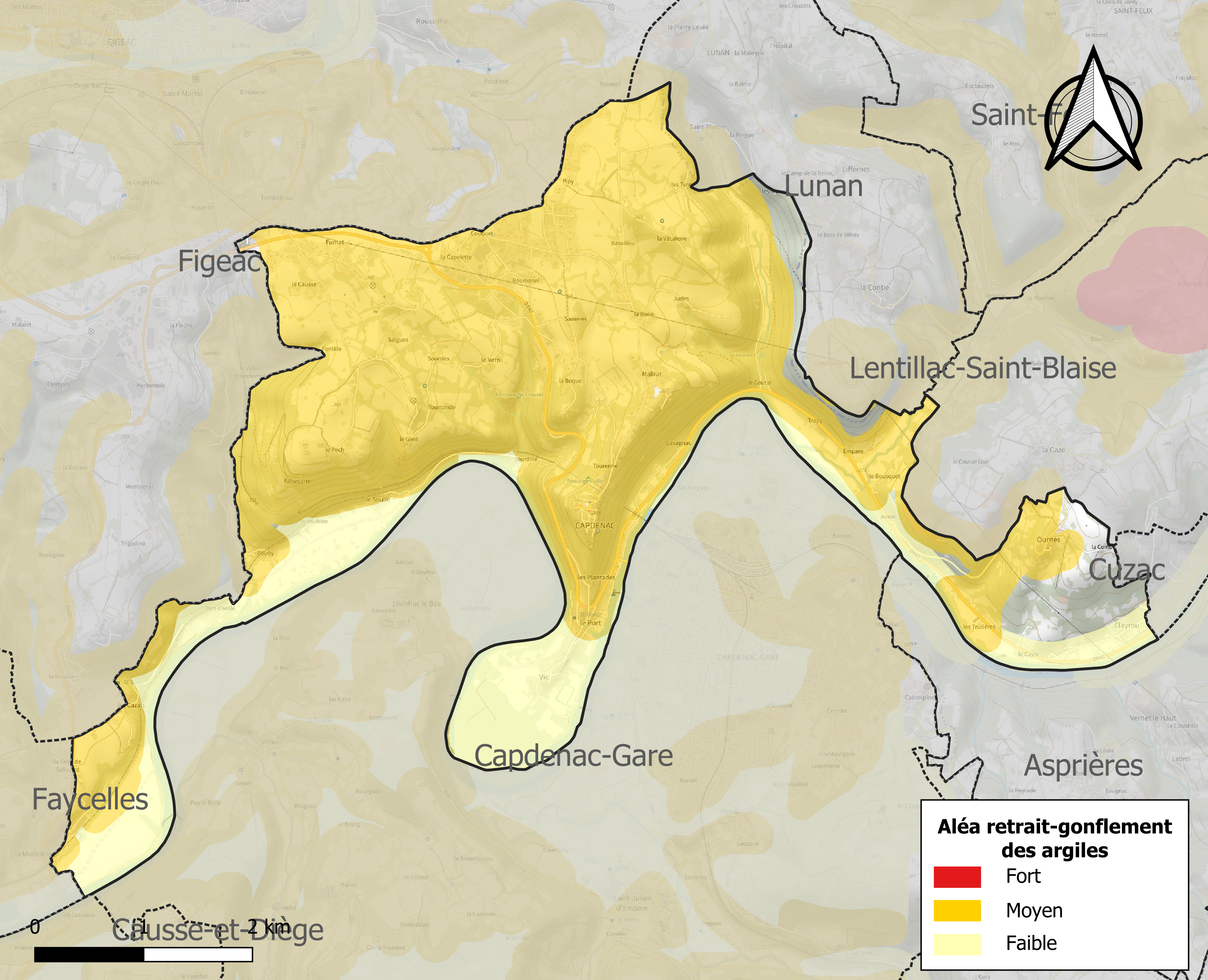
Carte des zones d'aléa retrait-gonflement des sols argileux de Capdenac.

Les mouvements de terrains susceptibles de se produire sur la commune sont des affaissements et effondrements liés aux cavités souterraines (hors mines), des éboulements, chutes de pierres et de blocs, des glissements de terrain et des tassements différentiels. Par ailleurs, afin de mieux appréhender le risque d'affaissement de terrain, l'inventaire national des cavités souterraines permet de localiser celles situées sur la commune.
Le retrait-gonflement des sols argileux est susceptible d'engendrer des dommages importants aux bâtiments en cas d'alternance de périodes de sécheresse et de pluie. 75,4 % de la superficie communale est en aléa moyen ou fort (67,7 % au niveau départemental et 48,5 % au niveau national). Sur les 610 bâtiments dénombrés sur la commune en 2019, 514 sont en aléa moyen ou fort, soit 84 %, à comparer aux 72 % au niveau départemental et 54 % au niveau national. Une cartographie de l'exposition du territoire national au retrait gonflement des sols argileux est disponible sur le site du BRGM,.
Par ailleurs, afin de mieux appréhender le risque d'affaissement de terrain, l'inventaire national des cavités souterraines permet de localiser celles situées sur la commune.
Concernant les mouvements de terrains, la commune a été reconnue en état de catastrophe naturelle au titre des dommages causés par la sécheresse en 1989, 1992, 2011, 2018 et 2019 et par des mouvements de terrain en 1999.

#### Risques technologiques
Le risque de transport de matières dangereuses sur la commune est lié à sa traversée par une route à fort trafic, une ligne de chemin de fer et une canalisation de transport d'hydrocarbures. Un accident se produisant sur de telles infrastructures est susceptible d'avoir des effets graves sur les biens, les personnes ou l'environnement, selon la nature du matériau transporté. Des dispositions d'urbanisme peuvent être préconisées en conséquence.
La commune est en outre située en aval des barrages de Grandval et de Sarrans, des ouvrages de classe A disposant d'une retenue de respectivement 270,6 millions et 296 millions de mètres cubes,

#### Risque particulier
Des gisements de plomb et de zinc ont été exploités à la fin du XIXe siècle et au début du XXe siècle dans le bassin de Figeac. La commune est ainsi concernée par le risque minier, principalement lié à l'évolution des cavités souterraines laissées à l'abandon et sans entretien après l'exploitation des mines.

## Toponymie
Le toponyme Capdenac est basé sur un nom de domaine gallo-romain : Capitonis. La terminaison -ac est issue du suffixe gaulois -acon (lui-même du celtique commun *-āko-), souvent latinisé en -acum dans les textes.

## Histoire

### Au Néolithique
Capdenac est un important site archéologique du Néolithique moyen. Le site de Capdenac, particulièrement propice à un habitat, a été occupé de très longue date. Les fouilles y ont dégagé, sous l'éperon dominant le Lot, plusieurs niveaux d'occupation datant du Chasséen (environ 3 500 av. J.-C) et du Bronze final III (champs d'urnes), niveaux qui ont livré des céramiques et pour lesquels une stratigraphie fine a pu être réalisée.
Le gisement est situé au pied d'une falaise sur une petite terrasse anciennement aménagée pour la culture de la vigne, sous une couche superficielle, de 0,30 m à 0,50 m d'épaisseur, remaniée par les travaux des cultivateurs. Après une première occupation relativement courte (correspondant à une couche archéologique de 0,25 m), une coulée d'argile épaisse de 0,30 m à 0,40 m a recouvert et isolé une partie de l'habitat. Puis les Chasséens sont revenus ou ont continué à habiter sur le même site durant une assez longue période (couche archéologique de 0,80 m à 1 m). Les datations par la méthode du radiocarbone ont démontré que la couche la plus ancienne pouvait remonter à 3 200 av. J.-C environ, alors que la couche supérieure était datée approximativement de – 3000 ans (3150 BC +- 140 (Gif 2632 ; niveaux IV-V) et 2920 BC +- 110 (Gif. 3713 niveau IX). Les Chasséens auraient ainsi occupé le site durant 200 ans.
Les fouilles de 1973 ont permis de dégager une remarquable statue de divinité féminine attribuée au Chasséen, désormais conservée au musée de Cahors Henri-Martin. C'est une statue remarquable et unique en son genre, le seuls modèles ressemblants ont été retrouvés sur le site de Lepenski Vir au bord du Danube, près des portes de Fer en Yougoslavie. Ce site fut occupé par une population de chasseurs pêcheurs apparemment sédentaires vers 4 680 à 4 610 av. J.-C, soit au moins un millénaire et demi avant Capdenac. Cet écart chronologique et d'autant plus étonnant que la statue de Capdenac comporte plusieurs similitudes avec les statues yougoslaves (matériau, technique, allure générale) mais aussi et surtout deux caractéristiques très originales : des mains ne comportant que trois doigts et une chevelure en forme de crête détachée au sommet du crâne.

### La période gauloise
Un important trésor monétaire gaulois a été trouvé à Capdenac à la fin du XIXe siècle. Dans une lettre du 17 novembre 1866 de Fernand de Saulcy à Adrien Prévost de Longpérier, il est signalé que l'on a trouvé, en 1866, dans la propriété de L.A. Savary, maire de Capdenac et conseiller général du Lot, lors du creusement d'une cave dans son jardin situé en plein bourg, donc sur l'ancien oppidum, une cache où se trouvait un grand pot en terre contenant un trésor monétaire de plus de 3000 pièces. Le total pesait 10 kg. Il s'agissait de monnaies « à la croix » frappées par les peuples du Sud-Ouest de la Gaule (Volques tectosages, Sotiates). Un lot de 535 pièces gauloises, 81 variétés environ, fut distrait de cette masse monétaire pour être envoyée à Paris à un marchand numismate (Hoffman). Celui-ci fit part de son acquisition à un savant numismate de l'époque (de Saulcy). Après étude, ce dernier en rendit compte à un autre numismate Adrien Prévost de Longpérier. Un peu plus tard, de Saulcy paraît en avoir fait l'acquisition. Par la suite, on ne sait ce qu'est devenue cette collection. Par bonheur, il reste de ce trésor une dizaine de pièces au cabinet des Médailles de la Bibliothèque Nationale. Quant au reste du trésor monétaire, il fut dit par de Saulcy, qu'il fut envoyé à la fonte, pour être transformé en orfèvrerie. La provenance du trésor n'a pas été établie immédiatement et il a été confondu avec une trouvaille faite à Vertheuil.
Un oppidum existait à Capdenac des fouilles ayant identifié au XIXe siècle les restes d'un fossé barrant l'isthme du Lot. En 1816 Jacques-Antoine Delpon et Jacques-Joseph Champollion avaient fouillé une muraille qu'ils avaient identifié comme gauloise et liaient à la bataille d'Uxellodunum.
La localisation exacte d'Uxellodunum fut longtemps controversée, et récemment Capdenac a perdu le titre officiel de lieu probable du site. Une décision officielle, du 21 avril 2001, a déclaré que le site le plus probable d'Uxellodunum était le Puy d'Issolud près de la ville de Vayrac, à la suite des résultats de fouilles archéologiques entreprises en 1997. Les publications scientifiques ont entériné le résultat de ces fouilles : pour la communauté des historiens et archéologues le débat semble tranché en faveur du Puy d'Issolud. Localement toutefois une association s'est constituée qui continue à revendiquer la localisation de la bataille à Capdenac et demande que soient effectuées des fouilles officielles sur leur site. Elle n'a pas reçu d'autorisation de fouille jusqu'à ce jour.

### Capdenac, site longtemps considéré comme Uxellodunum
Capedenac aurait été le dernier lieu de la résistance gauloise face à Jules César, lors de la guerre des Gaules, en 51 av. J.-C. selon l'association locale qui milite pour y voir le lieu de la bataille d'Uxellodunum.
Au Moyen Âge on a pu considérer que la cité de Capdenac s'était appelée Uxellodunum. Lors de la dernière année de la guerre des Gaules, en -51, deux chefs gaulois, Lucterios et Drappès, se réfugièrent dans l'oppidum cadurque d'Uxellodunum après la terrible défaite d'Alésia, qui avait contraint Vercingétorix et le gros des forces armées gauloises à déposer les armes. Lucterios était un chef issu du peuple des Cadurques dont Uxellodunum faisait partie, il gagna donc facilement les habitants à sa cause. Les premières légions romaines commandées par Caninius arrivèrent rapidement devant la ville, et commencèrent à préparer le siège. Les deux chefs gaulois s'apprêtèrent à subir un long siège ; pour cela, ils décidèrent de faire de grandes provisions de blé avant que la place ne soit entièrement encerclée par l'ennemi. Plusieurs convois de victuailles arrivèrent à bon port, mais lors de l'un de ces convois, les chefs gaulois ainsi que leurs troupes furent surpris par une attaque des Romains ; Luctérios parvint à s'enfuir, alors que Drapès fut fait prisonnier. La cité d'Uxellodunum était à partir de ce moment-là orpheline de ses chefs, et seuls 2 000 combattants assuraient la défense de la ville, mais la résistance opiniâtre de ses habitants continua tout de même. Alerté par Caninius, et ayant peur de la valeur d'exemple que pouvait montrer cette poignée d'irréductibles, César s'empressa de venir sur les lieux, avec sa cavalerie. À partir de ce moment-là, environ 30 000 Romains assiégèrent Uxellodunum.
Sachant que la ville était bien pourvue en vivres, Jules César décida de les priver d'eau. Pour cela il les empêcha de descendre à la rivière, en postant des archers, frondeurs, et des machines de guerre sur la rive opposée. Alors les Gaulois se mirent tous à venir chercher de l'eau en un seul endroit, dans une grande fontaine. César fit alors construire un terrassement, surmonté d'une tour de bois de 10 étages, afin d'empêcher les Gaulois de sortir de leurs murs. Grâce à ce stratagème, les assiégés se voyaient contraint de rester enfermés derrière leurs murs, et César fit creuser des galeries, afin de couper les veines d'eau alimentant la fontaine d'Uxellodunum. Les Gaulois firent de nombreuses sorties et causèrent de gros dégâts à l'armée romaine, jusqu'au jour où les travaux de dérivation de la fontaine atteignirent leur but, et asséchèrent la seule fontaine de la ville. Les Gaulois virent là un signe divin et se rendirent aussitôt. Pour châtier cette résistance, Jules César fit couper les mains à tous les hommes en âge de porter les armes. La chute d'Uxellodunum marqua la fin de la guerre des Gaules. Ce fut donc sur un oppidum dominant la vallée du Lot, baptisé Oltis par les Romains, que des Gaulois offrirent leur dernière résistance face à la puissance de Jules César.
À partir de l'époque moderne la localisation d'Uxellodunum a donné lieu à des débats scientifiques entre plusieurs sites concurrents : Puy d'Issolud, Capdenac et dans une moindre mesure, à Luzech, même si certains jugeaient déjà qu'il est impossible de trancher uniquement à partir du texte d'Hirtius en raison de sa description « trop vague et trop incomplète ». Jacques-Joseph Champollion, frère du célèbre déchiffreur des hiéroglyphes argumenta fortement pour Capdenac. Le baron Charles Athanase Walckenaer passa d'abord pour un partisan du Puy d'Issolud mais considéra dans son ouvrage sur la géographie des Gaules que Capdenac convenait mieux à la description d'Hirtius.
Mais les recherches lancées par l'empereur Napoléon III désignèrent, après quelques hésitations, le site du Puy d'Issolud. Après examen par des fouilles archéologiques récentes, c'est aussi le Puy d'Issolud qui a été reconnu comme site officiel de la bataille et qui est retenu dans la littérature scientifique contemporaine. Néanmoins, Capdenac possède des vestiges de travaux romain du Ier siècle av. J.-C. découverts lors de travaux dans les années 1960-1970 : « Sur les pentes du ravin de Tourenne, a été découvert un dépotoir augustéen qui a livré des fragments de tegulae, d'amphores vinaires et des tessons de céramique sigilée et peut-être d'arétine. Des travaux d'aménagements ont aussi été mis au jour des « amoncellements de pierrailles et des tranchées d'écoulement » qui pourraient être les vestiges d'un terrassement du Ier siècle av. J.-C. au vu du mobilier recueilli : fragment de tegulae et d'amphores vinaires, mais aussi tessons de céramiques de la fin du deuxième âge du fer.L'association A.P.U.C., (Archéologie-Patrimoine-Uxellodunum-Capdenac), autrefois (Association Pour Uxellodunum à Capdenac) souhaite cependant que des fouilles officielles soient conduites sur ce site.

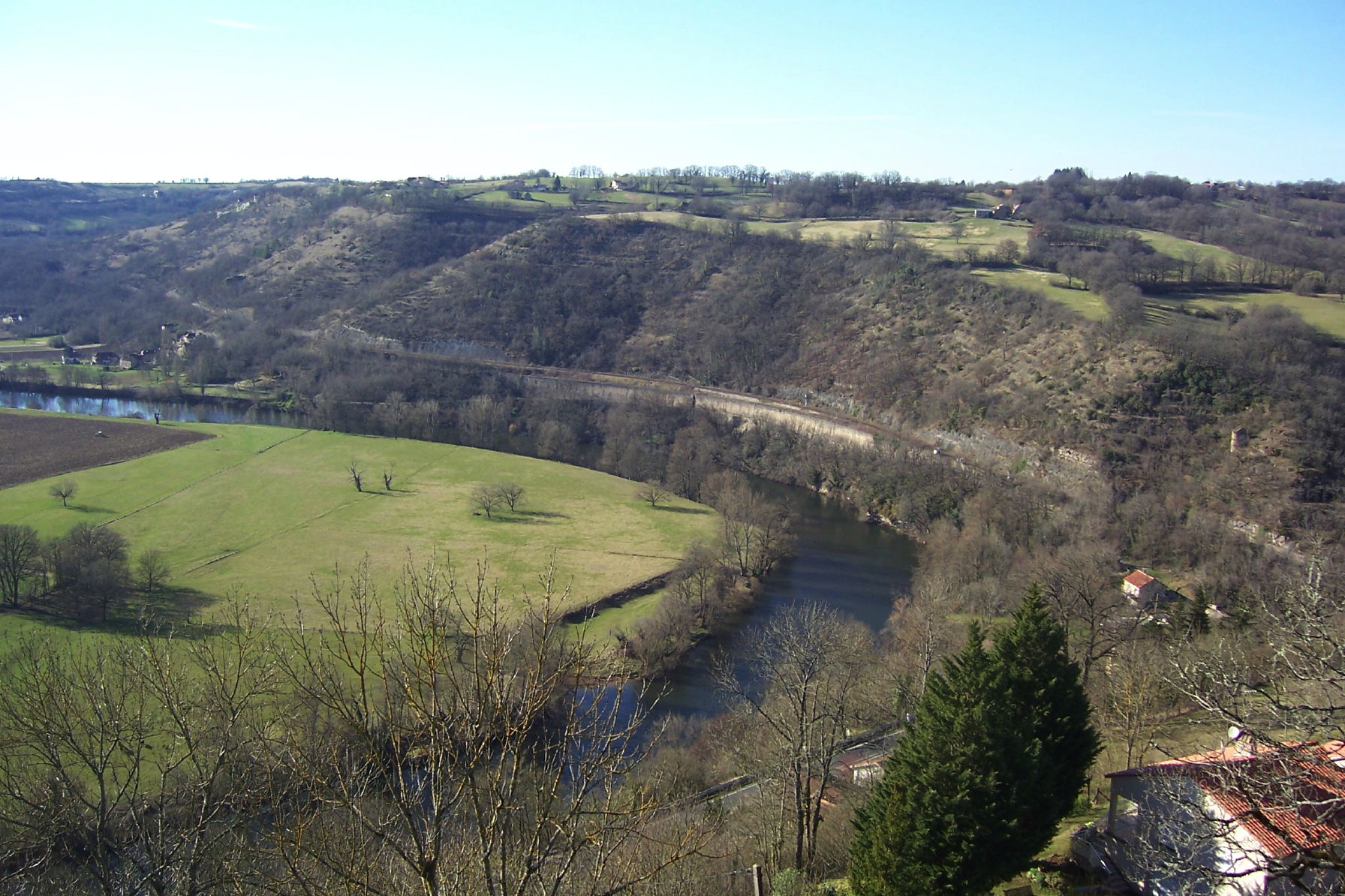
Vue du Lot vers l'amont.
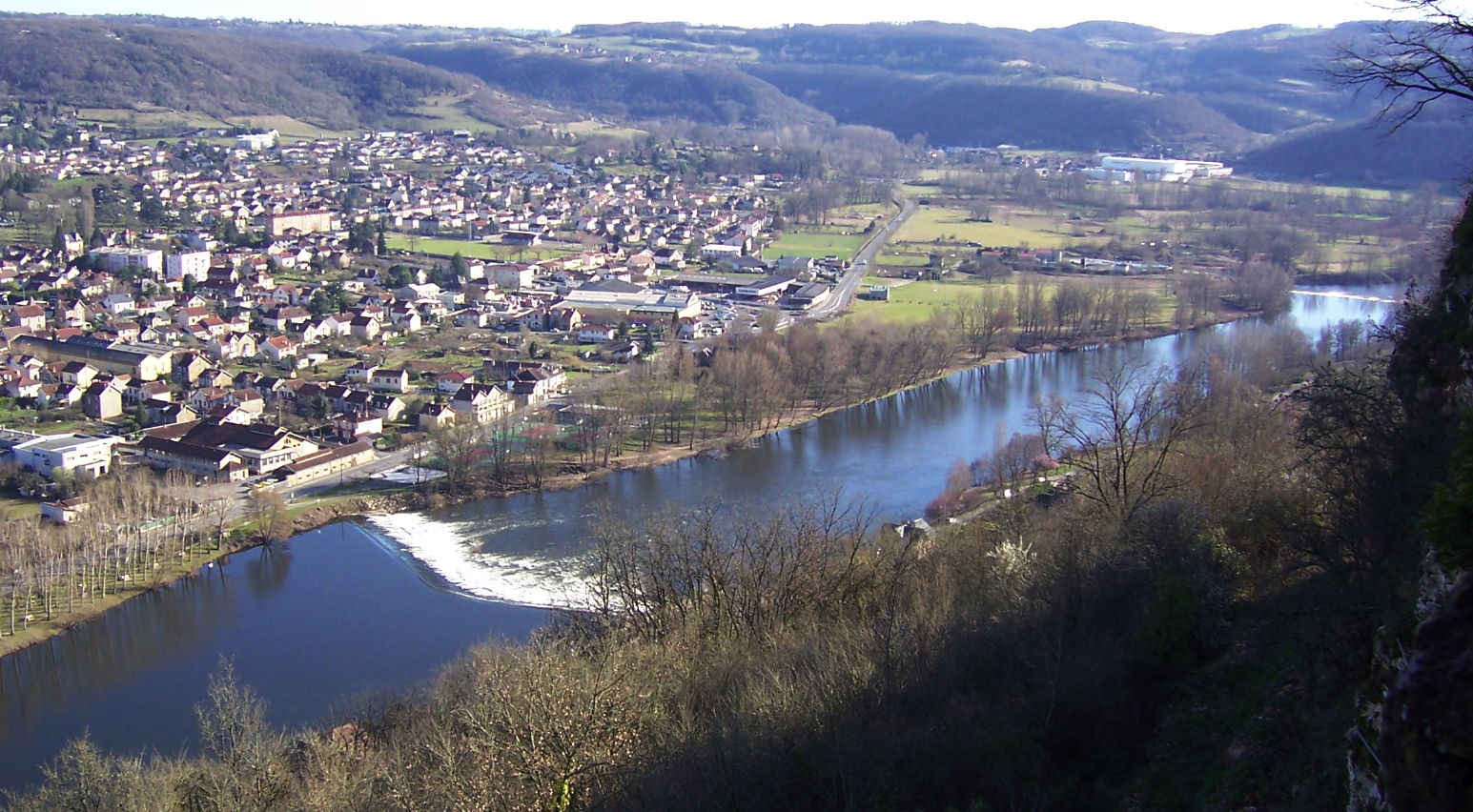
Vue du Lot vers l'aval.

### Capdenac la gallo-romaine
À l'époque romaine, Capdenac aurait été une forteresse. L'étude des remparts (au nord) a montré l'existence de murs en opus caementicium sur la troisième ligne des remparts et sur plusieurs mètres. Deux ouvertures ont été repérées. Il s'agit bien de vestiges gallo-romains réutilisés à une période plus tardive. »
Découverts au bourg et dans ses environs, deux fibules en bronze, une lancette de chirurgien en bronze, deux amphorettes, des fragments de tegulae, imbrices et d'ampore vinaire italiques.
Un grand fossé est également à signaler. et fontaine fortifiée, à laquelle on accède encore de nos jours par un escalier de 130 marches. La présence romaine fut confirmée par les découvertes de carrières de grès exploitées à cette époque, ainsi que par le passage de la voie romaine reliant Limoges à Narbonne.

### Les temps d'insécurité
Puis durant la paix romaine, Capdenac tomba un peu dans l'oubli. Les Wisigoths restèrent maîtres de la ville de 477 à 530, et en furent chassés par Thierry, fils de Clovis. Ensuite, ce sont les Sarrasins, qui pillèrent la cité, avant d'en être chassés par Charles Martel. En 778, c'est Pepin le Bref, qui fit le siège de Capdenac, lors de sa guerre menée contre Waïfre, le dernier roi d'Aquitaine. Puis, Capdenac fut le lieu de résidence de Saint-Géraud, le fondateur de l'abbaye d'Aurillac, qui réalisa un miracle dans le château capdenacois. Une noble famille des chevaliers de Capdenac, animèrent la région du XIe au XIIIe siècle. Les Templiers, puis les Hospitaliers, s'installèrent à la pointe sud du bourg, puis, Simon de Montfort lors de sa croisade menée contre les Albigeois, assiégea la cité deux fois.

### La croisade albigeoise
Durant la croisade menée contre les Cathares par Simon de Montfort, Capdenac était une place forte redoutable, et il n'est pas étonnant que le chef militaire de cette croisade décida de l'occuper entre autres en 1209 et 1214. Si Capdenac n'a pas officiellement abrité d'hérétiques albigeois, c'est sur ses terres que naquit Bertrand de la Bacalaria, qui fut l'ingénieur en machine de guerre, qui rentra dans le château de Montségur alors assiégé. Il construisit alors des machines types trébuchets et autres, afin de tenter de détruire celles postées par les troupes du roi de France, qui provoquaient beaucoup de dégât chez les défenseurs de Montségur. Le lieu-dit de la Bacalaria existe toujours, il s'appelle aujourd'hui la Vacalerie et se trouve à 3 km de la cité de Capdenac.

### Charte et consuls
En 1291, une charte des immunités et des privilèges définit les relations entre les seigneurs de Capdenac et les consuls représentant la population. cette charte est confirmée par les rois de France : Philippe le Long en avril 1320, Jean II en juillet 1361 et Charles VI en octobre 1393.

### De la guerre de Cent Ans à nos jours
Durant la guerre de Cent Ans, Capdenac résista farouchement à l'ennemi anglais, au cours de plusieurs sièges. À la fin du XIVe siècle la famille d'Armagnac se rendit propriétaire de la place, avant d'en être chassée par Louis XI, alors dauphin du royaume de France.
Galiot de Genouillac, grand maître d'artillerie du royaume de France, en fut également le seigneur au cours du XVIe siècle. 
Les guerres de Religion n'épargnèrent pas la petite cité, qui fut longtemps tenue par les protestants.
Sully vint s'y retirer après la mort d'Henri IV.

## Politique et administration

### Liste des maires
| Période                                  | Période  | Identité              | Étiquette | Qualité |
| ---------------------------------------- | -------- | --------------------- | --------- | ------- |
| Les données manquantes sont à compléter. |          |                       |           |         |
| 1802                                     | 1804     | Alexis Cantaloube     |           |         |
| 1804                                     | 1813     | Jean Cipiere          |           |         |
| 1813                                     | 1828     | Etienne Benoit Causse |           |         |
| 1828                                     | 1830     | Lespinasse            |           |         |
| 1830                                     | 1832     | Antoine Paul Clausels |           |         |
| 1832                                     | 1844     | Jean François Cipiere |           |         |
| 1844                                     | 1848     | Jean Marvezy          |           |         |
| 1848                                     | 1870     | Jean Capus            |           |         |
| 1870                                     | 1871     | Henri Beulaguet       |           |         |
| 1871                                     | 1872     | L. Clausels           |           |         |
| 1873                                     | 1874     | Henri Beulaguet       |           |         |
| 1874                                     | 1876     | Jean Capus            |           |         |
| 1876                                     | 1881     | Pierre Boudousque     |           |         |
| 1881                                     | 1902     | Isidore Longuet       |           |         |
| 1902                                     |          | P. Lacoste            |           |         |
| 2001                                     | 2008     | Suzanne Aymard        |           |         |
| 2008                                     | En cours | Guy Batherosse        |           |         |

## Démographie
L'évolution du nombre d'habitants est connue à travers les recensements de la population effectués dans la commune depuis 1793. Pour les communes de moins de 10 000 habitants, une enquête de recensement portant sur toute la population est réalisée tous les cinq ans, les populations de référence des années intermédiaires étant quant à elles estimées par interpolation ou extrapolation. Pour la commune, le premier recensement exhaustif entrant dans le cadre du nouveau dispositif a été réalisé en 2007.

En 2022, la commune comptait 1 070 habitants, en évolution de −2,82 % par rapport à 2016 (Lot : +1,31 %, France hors Mayotte : +2,11 %).
| 1793  | 1800  | 1806  | 1821  | 1831  | 1836  | 1841  | 1846  | 1851  |
| ----- | ----- | ----- | ----- | ----- | ----- | ----- | ----- | ----- |
| 1 292 | 1 048 | 1 163 | 1 269 | 1 280 | 1 300 | 1 318 | 1 380 | 1 327 |

| 1856  | 1861  | 1866  | 1872  | 1876  | 1881  | 1886  | 1891  | 1896  |
| ----- | ----- | ----- | ----- | ----- | ----- | ----- | ----- | ----- |
| 1 332 | 1 602 | 1 312 | 1 206 | 1 200 | 1 396 | 1 209 | 1 082 | 1 037 |

| 1901 | 1906 | 1911 | 1921 | 1926  | 1931  | 1936 | 1946 | 1954 |
| ---- | ---- | ---- | ---- | ----- | ----- | ---- | ---- | ---- |
| 985  | 937  | 949  | 954  | 1 025 | 1 024 | 948  | 950  | 887  |

| 1962 | 1968 | 1975  | 1982  | 1990 | 1999 | 2006  | 2007  | 2012  |
| ---- | ---- | ----- | ----- | ---- | ---- | ----- | ----- | ----- |
| 873  | 966  | 1 076 | 1 027 | 932  | 994  | 1 062 | 1 072 | 1 075 |

| 2017  | 2022  | - | - | - | - | - | - | - |
| ----- | ----- | - | - | - | - | - | - | - |
| 1 105 | 1 070 | - | - | - | - | - | - | - |

Au début du XXe siècle, Capdenac-le-Haut comptait 937 habitants.

## Économie

### Revenus
En 2018, la commune compte 520 ménages fiscaux, regroupant 1 092 personnes. La médiane du revenu disponible par unité de consommation est de 21 960 € (20 740 € dans le département).

### Emploi
|                | 2008  | 2013  | 2018  |
| -------------- | ----- | ----- | ----- |
| Commune        | 5,2 % | 4,7 % | 7,4 % |
| Département    | 7,3 % | 8,9 % | 9,6 % |
| France entière | 8,3 % | 10 %  | 10 %  |

En 2018, la population âgée de 15 à 64 ans s'élève à 616 personnes, parmi lesquelles on compte 76,3 % d'actifs (68,9 % ayant un emploi et 7,4 % de chômeurs) et 23,7 % d'inactifs,. Depuis 2008, le taux de chômage communal (au sens du recensement) des 15-64 ans est inférieur à celui de la France et du département.
La commune fait partie de la couronne de l'aire d'attraction de Figeac, du fait qu'au moins 15 % des actifs travaillent dans le pôle,. Elle compte 394 emplois en 2018, contre 452 en 2013 et 407 en 2008. Le nombre d'actifs ayant un emploi résidant dans la commune est de 433, soit un indicateur de concentration d'emploi de 90,9 % et un taux d'activité parmi les 15 ans ou plus de 51,8 %.
Sur ces 433 actifs de 15 ans ou plus ayant un emploi, 106 travaillent dans la commune, soit 24 % des habitants. Pour se rendre au travail, 91,5 % des habitants utilisent un véhicule personnel ou de fonction à quatre roues, 0,2 % les transports en commun, 4,8 % s'y rendent en deux-roues, à vélo ou à pied et 3,5 % n'ont pas besoin de transport (travail au domicile).

### Industrie
Plusieurs entreprises industrielles sont sises à Capdenac, dont Sud-Ouest Système (réparation et reconstruction de machines d'usinage à enlèvement de copeaux), créée en 1986, CA 7 M€, 34 p.

## Culture locale et patrimoine

### Lieux et monuments
- Déesse chasséenne.
- Fontaine gauloise tarie[60].
- Fontaine troglodytique fortifiée (romaine) (Monument historique[61].
- Donjon avec échauguettes du XIVe (Monument historique[62].
- Maison des gardes du XIVe (Monument historique[62]).
- Remparts et portes fortifiées nord et sud (Monument historique[62]).
- Croix monolithe datée de 1667 (Monument historique)[63].
- Église Saint-Jean Baptiste de Capdenac-le-Haut (XVIIIe).
- Église Notre-Dame-de-l'Assomption de Clayrou.
- Chapelle Saint-Jean-Baptiste d'Ournes. L'édifice est référencé dans la base Mérimée et à l'Inventaire général Région Occitanie[64].
- Église Saint-Étienne de Vic. L'édifice est référencé dans la base Mérimée et à l'Inventaire général Région Occitanie[65].
- Exposition permanente Pour Uxellodunum à Capdenac[36] : nombreux vestiges de l'époque romaine, maquette, explications historiques.

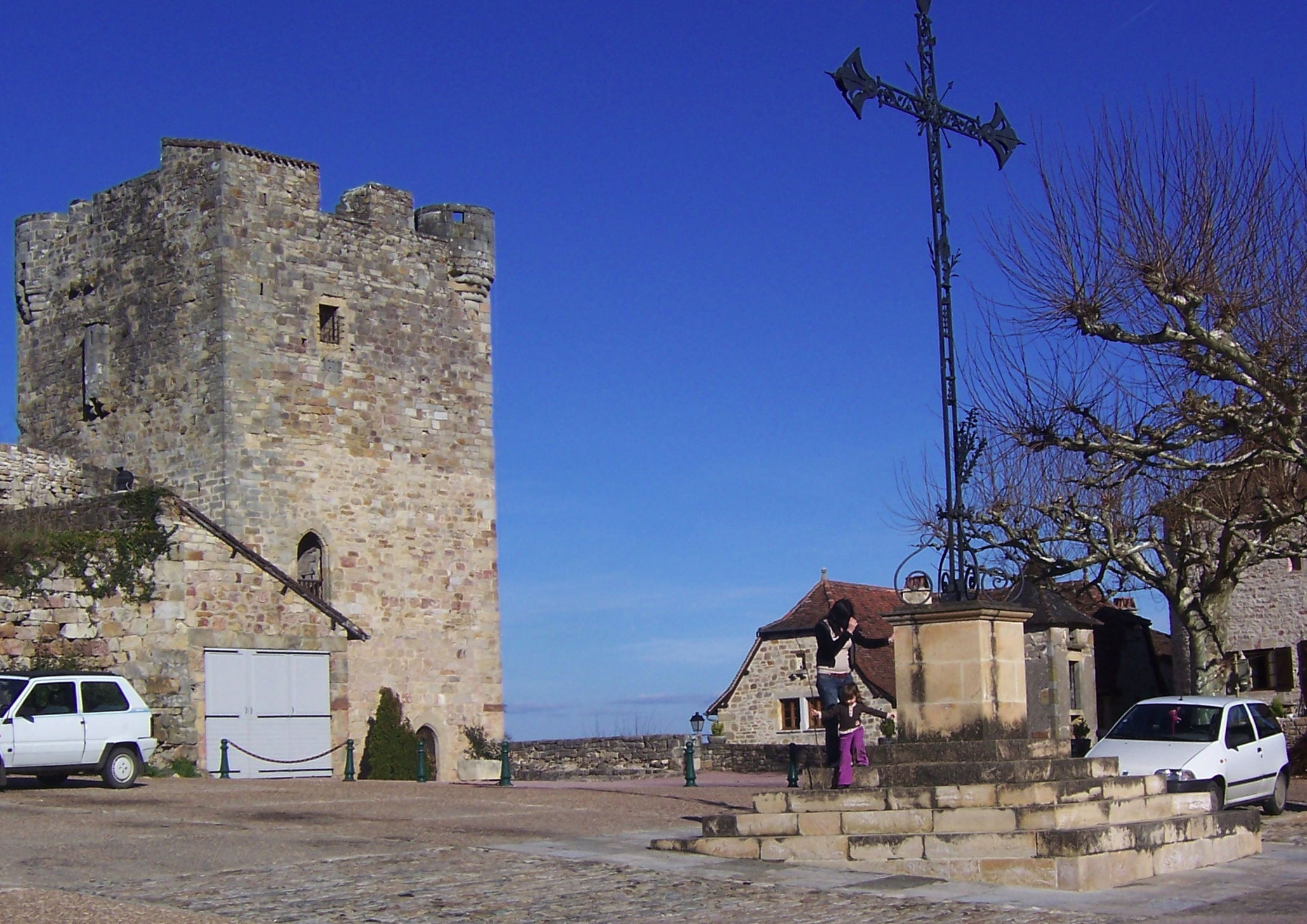
Vue sur le donjon appelé aussi tour de modon.
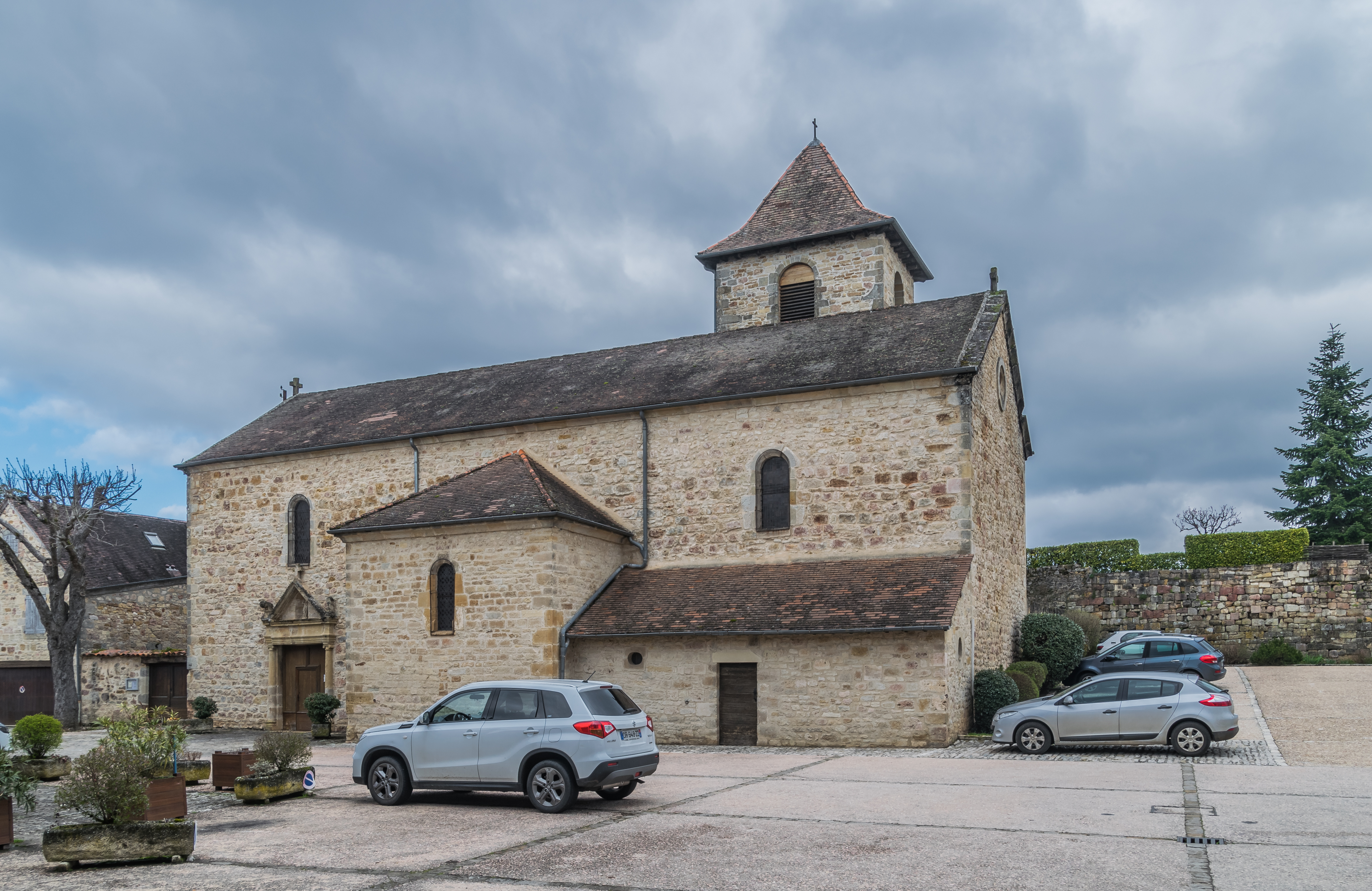
Église Saint-Jean-Baptiste.
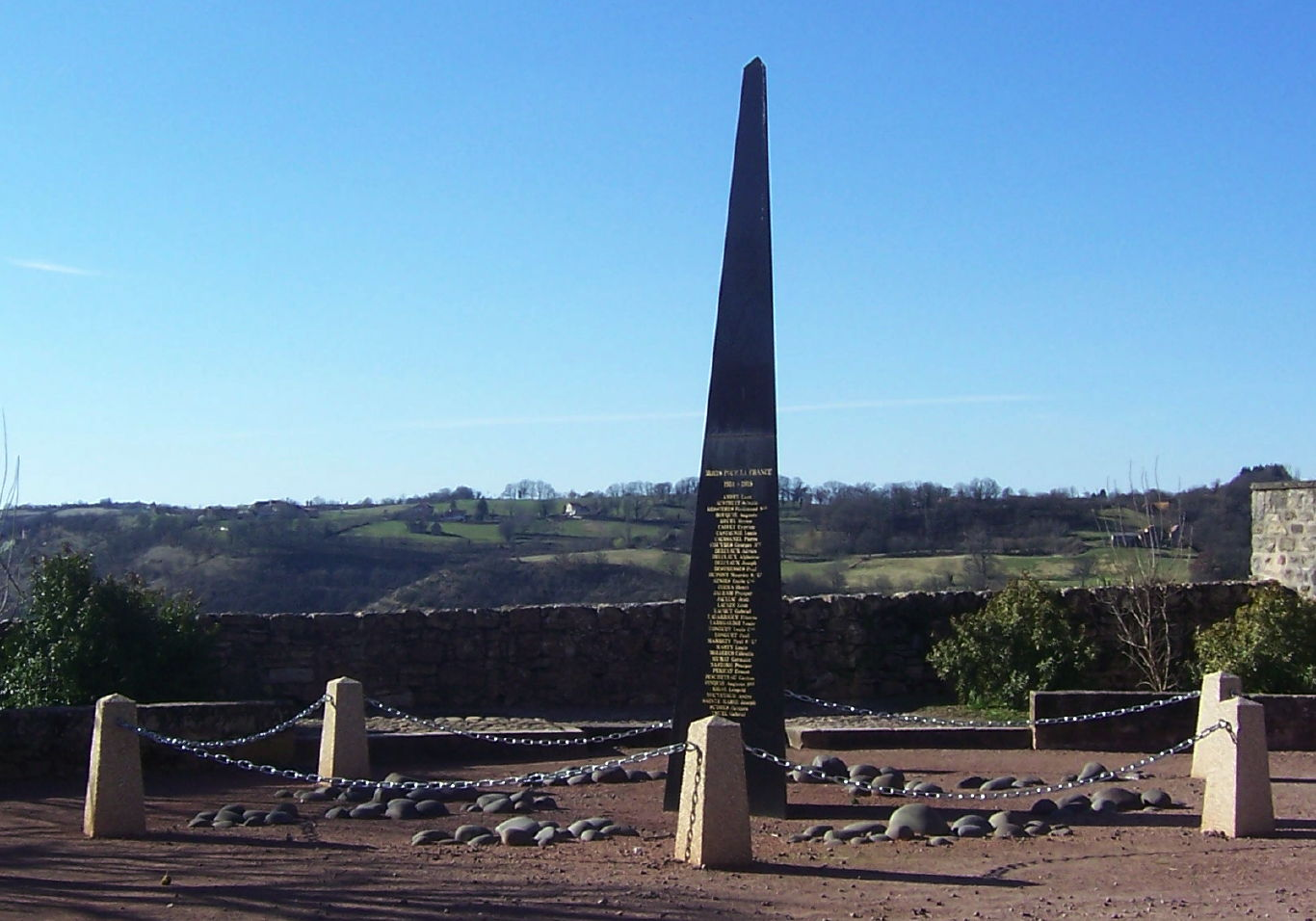
Monument aux morts.
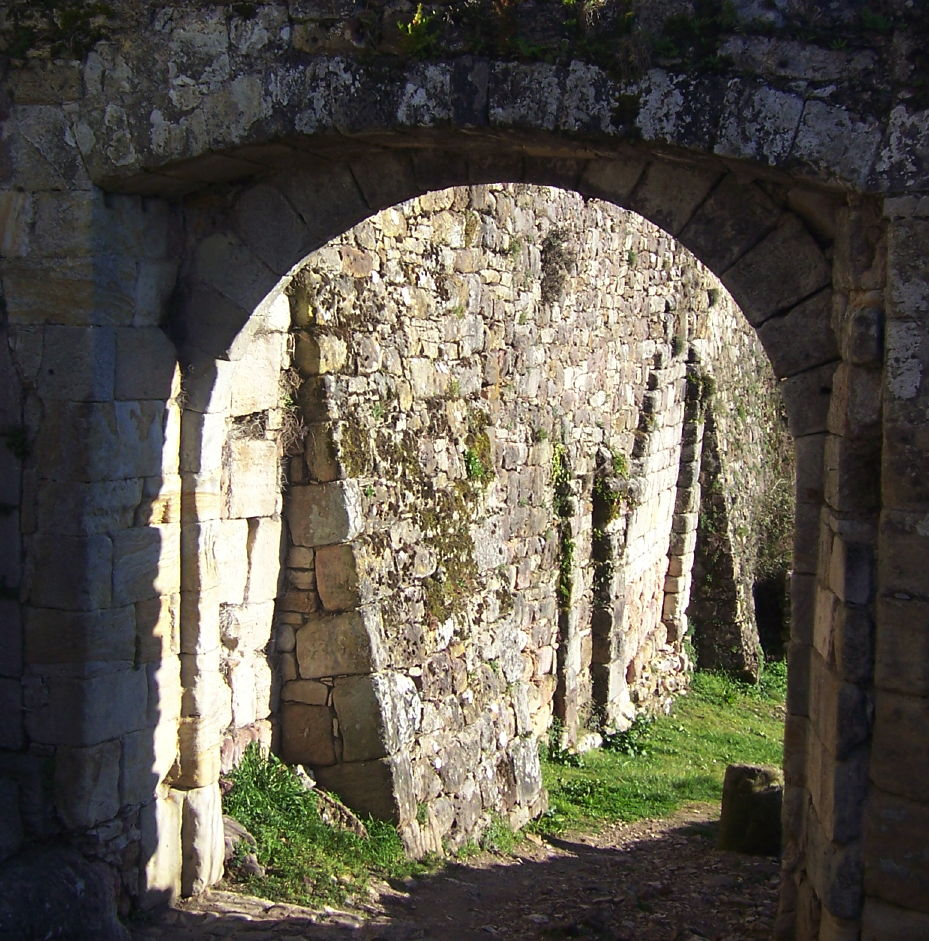
Porte double au sud de Capdenac-le-Haut.
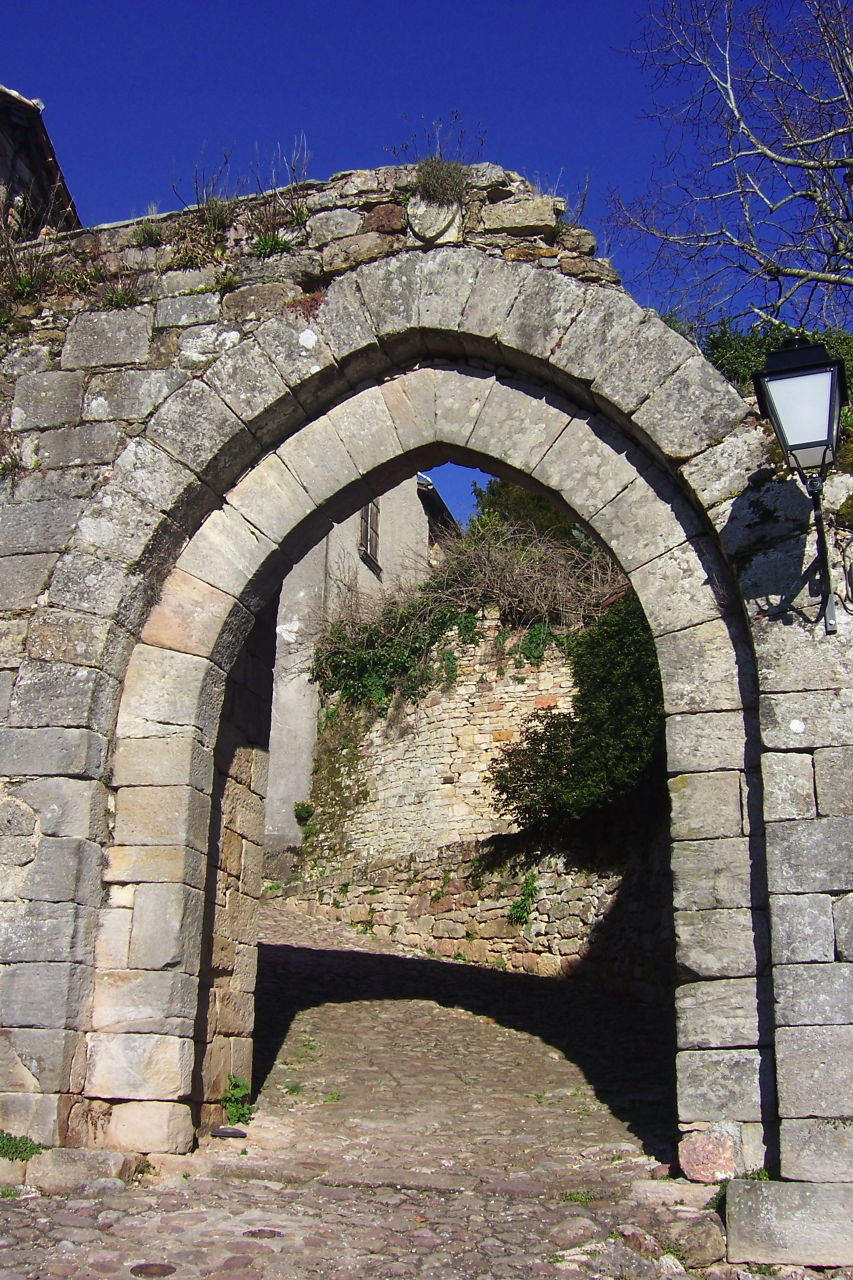
Porte Sud Capdenac-le-Haut vue de l'extérieure.
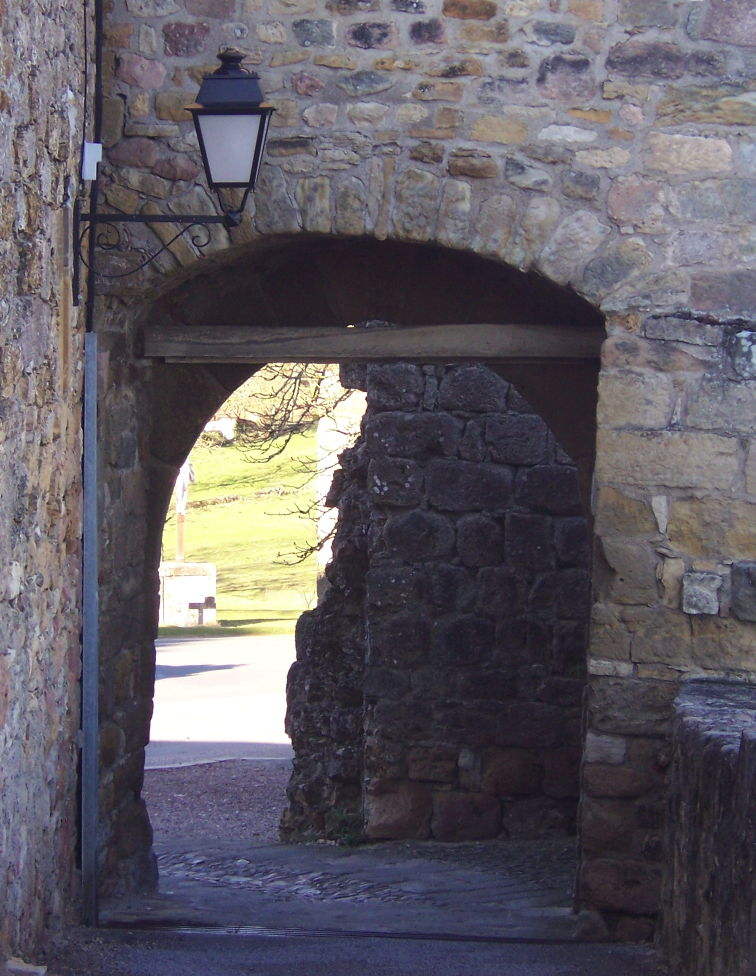
Deuxième porte près de l'entrée de Capdenac-le-Haut.
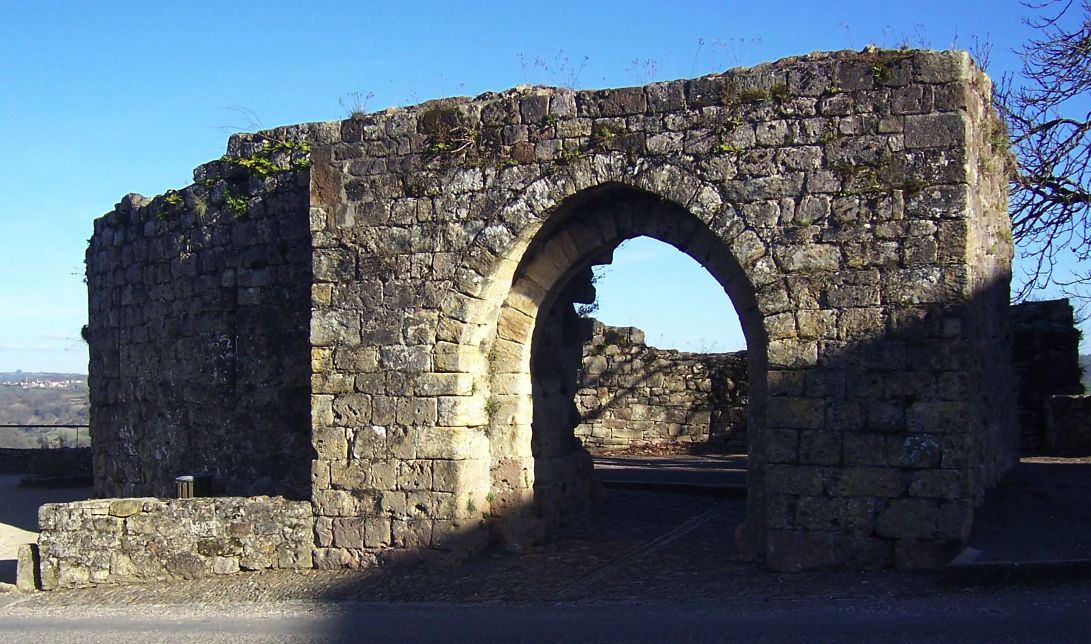
Porte près de l'entrée actuelle de la ville de Capdenac-le Haut.
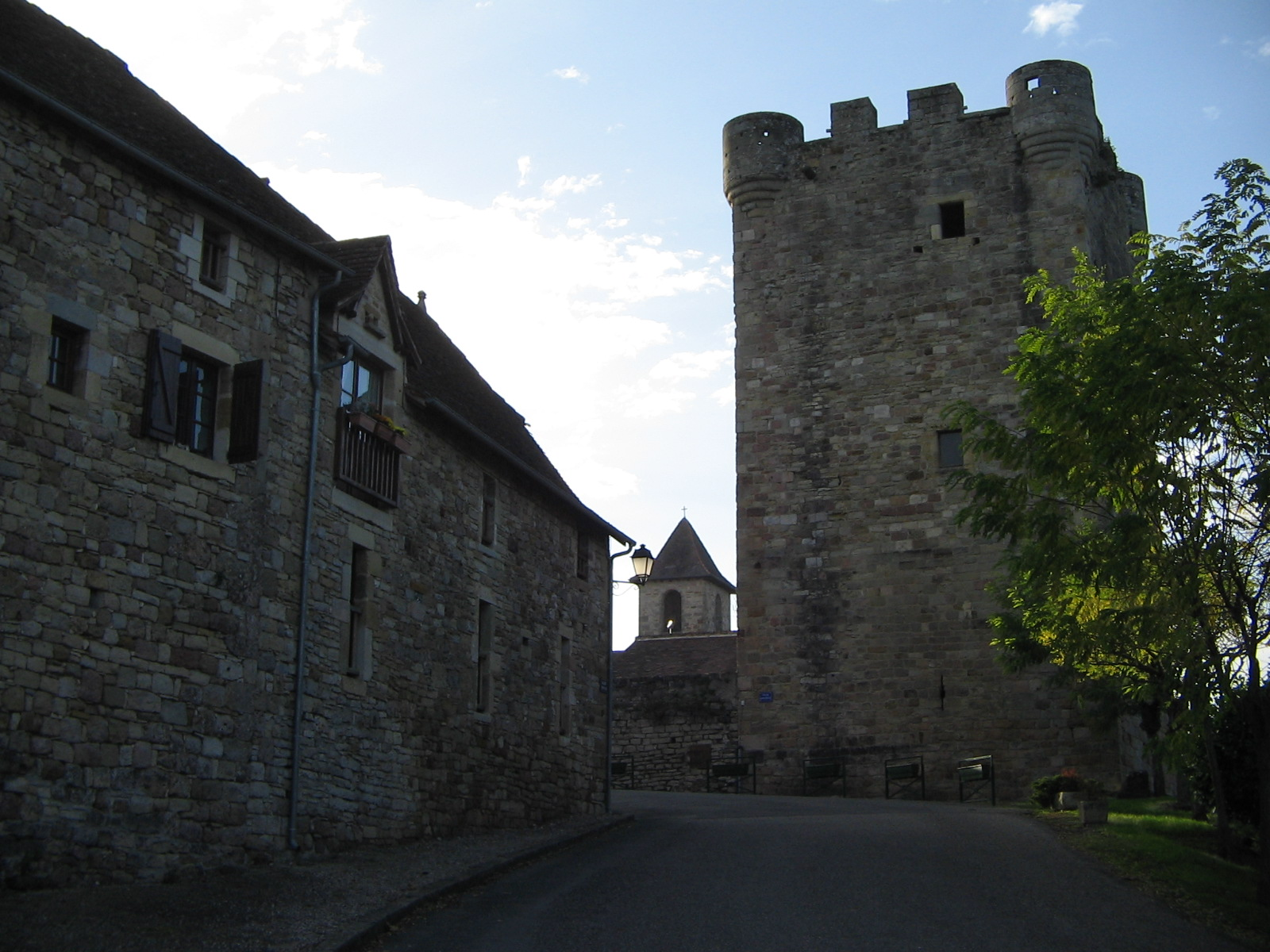
Capdenac-le-haut en novembre 2012.

### Personnalités liées à la commune
- Saint Géraud d'Aurillac (859 - 909), fondateur de l'abbaye d'Aurillac, fut seigneur de Capdenac.
- Bertrand de la Bacalaria, ingénieur né à Capdenac et concepteur de machines de guerre pour défendre en 1244 les assiégés de Montségur
- Galiot de Genouillac (1465 - 1546), grand maître de l'artillerie de François Ier, fut seigneur de Capdenac.
- Maximilien de Béthune, duc de Sully - plus connu sous le nom de Sully (1560 - 1641), ministre d'Henri IV, vécut 15 ans dans son château de Capdenac.
- Jacques-Joseph Champollion, dit Champollion-Figeac, frère aîné du déchiffreur des hiéroglyphes a effectué des fouilles en 1816 et écrivit en 1820 : Nouvelles recherches sur la ville gauloise d'Uxellodunum. Il concluait dans son ouvrage que Capdenac-le-haut était l'antique Uxellodunum.
- Lucien Berne (1912-1993), officier du Régiment de marche du Tchad, Compagnon de la Libération[66]
- Jean-Ventach, président de la commission Uxellodunum de 1963 à 1985, inventeur de la fontaine romaine en 1979 avec son ami Roger Marty.
- Roger Marty (1923 - 2007), boulanger et fondateur de l'Association pour Uxellodunum à Capdenac, en 2001, et qui depuis a effectué de nombreuses recherches[67],[68],[69],[70] sur le site de Capdenac qu'il considérait comme celui d'Uxellodunum, et inventeur de la fontaine romaine de Capdenac, avec son ami Jean Ventach.

### Héraldique
| Blason de Capdenac | Blason  | De gueules à la forteresse d'argent, donjonnée de trois tours, celles des flancs plus petites et couvertes d'argent, maçonnée, ouverte et ajourée en demi-lune de sable. |
| Blason de Capdenac | Détails | |